# Municipio de Stony Brook
El municipio de Stony Brook (en inglés: Stony Brook Township) es un municipio ubicado en el condado de Grant en el estado estadounidense de Minnesota. En el año 2010 tenía una población de 133 habitantes y una densidad poblacional de 1,48 personas por km².

## Geografía
El municipio de Stony Brook se encuentra ubicado en las coordenadas 46°3′45″N 96°5′11″O / 46.06250, -96.08639. Según la Oficina del Censo de los Estados Unidos, el municipio tiene una superficie total de 89.73 km², de la cual 85,2 km² corresponden a tierra firme y (5,05 %) 4,53 km² es agua.

## Demografía
Según el censo de 2010, había 133 personas residiendo en el municipio de Stony Brook. La densidad de población era de 1,48 hab./km². De los 133 habitantes, el municipio de Stony Brook estaba compuesto por el 100 % blancos. Del total de la población el 0 % eran hispanos o latinos de cualquier raza.